# Dehnow (ort i Markazi)
Dehnow (persiska: دهنو) är en ort i Iran.   Den ligger i provinsen Markazi, i den nordvästra delen av landet, 250 km sydväst om huvudstaden Teheran. Dehnow ligger 1 698 meter över havet och antalet invånare är 673.
Terrängen runt Dehnow är kuperad åt sydost, men åt nordväst är den platt.Runt Dehnow är det ganska tätbefolkat, med 120 invånare per kvadratkilometer. Närmaste större samhälle är Khondāb, 4,0 km söder om Dehnow. Trakten runt Dehnow består i huvudsak av gräsmarker.